# Barkol
Barkol (chiń. 巴里坤哈萨克自治县; pinyin: Bālǐkūn Hāsàkèzú Zìzhìxiàn; kaz. Баркөл Қазақ аутономиялық ауданы; ujg. باركۆل قازاق ئاپتونوم ناھىيىسى, Barköl Qazaq Aptonom Nahiyisi) – kazachski powiat autonomiczny w północnych Chinach, w regionie autonomicznym Sinciang, w prefekturze miejskiej Hami. W 1999 roku liczył 100 967 mieszkańców.